# Pigeon à collier blanc
Columba albitorques
Espèce
Statut de conservation UICN

 LC  : Préoccupation mineure
Le Pigeon à collier blanc (Columba albitorques) est une espèce d'oiseau de la famille des Columbidae.

## Répartition
Cet oiseau peuple les hauts plateaux abyssins.